# أكسيجين أف أم
راديو أكسيجين أف أم  أو كما تعرف بالفرنسية Oxygène FM هي إذاعة جهوية خاصة في بنزرت في تونس. تبث من استديوهاتها بنزرت ويغطي بثها مناطق ولاية بنزرت على أمواج أف أم بذبذبات 90.00، 90.90 و89.20 ميغاهرتز، كما يمكن الاستماع إليها على موقعها الرسمي على الإنترنت.

## مقالات ذات صلة
- قائمة إذاعات الراديو التونسية

### وصلات خارجية
- الموقع الرسمي لإذاعة أكسيجين أف أم
- استمع لإذاعة أكسيجين أف أم